# Bruno Tommasi
Bruno Tommasi (* 14. Januar 1930 in Montignoso, Provinz Massa-Carrara, Italien; † 17. September 2015 in Lucca) war ein römisch-katholischer Geistlicher und Erzbischof von Lucca.

## Leben
Bruno Tommasi empfing am 6. Juli 1958 die Priesterweihe. Anschließend war er als Spiritual, später als Rektor des Priesterseminars von Lucca tätig.
Papst Johannes Paul II. ernannte ihn am 10. Juni 1983 zum Koadjutorbischof von Apuania und Bischof von Pontremoli. Kardinalkämmerer Paolo Bertoli spendete ihm am 12. Juli desselben Jahres die Bischofsweihe; Mitkonsekratoren waren Giuseppe Fenocchio, Altbischof von Pontremoli, und Giuliano Agresti, Erzbischof von Lucca.
Nach der Vereinigung des Bistums Massa mit dem Bistum Pontremoli wurde er am 23. Februar 1988 zum Bischof dieses neuen Bistums ernannt. Am 20. März 1991 wurde er zum Erzbischof von Lucca ernannt. Am 22. Januar 2005 nahm Johannes Paul II. sein aus Altersgründen vorgebrachtes Rücktrittsgesuch an. Bruno Tommasi erlag im September 2015 einem Schlaganfall.